# باولو ماركيز
باولو ماركيز (بالبرتغالية: Paulo Marques‏) هو كاتب وصحفي وسياسي برازيلي، ولد في 29 يونيو 1948 في كاربينا في البرازيل، وتوفي في 14 سبتمبر 2006 في ريسيفي في البرازيل. حزبياً، نشط في حزب تحالف التجديد الوطني ‏. في 1986 Brazilian parliamentary election ‏، انتخب عضو مجلس النواب البرازيلي ‏ عن دائرة Pernambuco ‏.